# Bettina Lieder

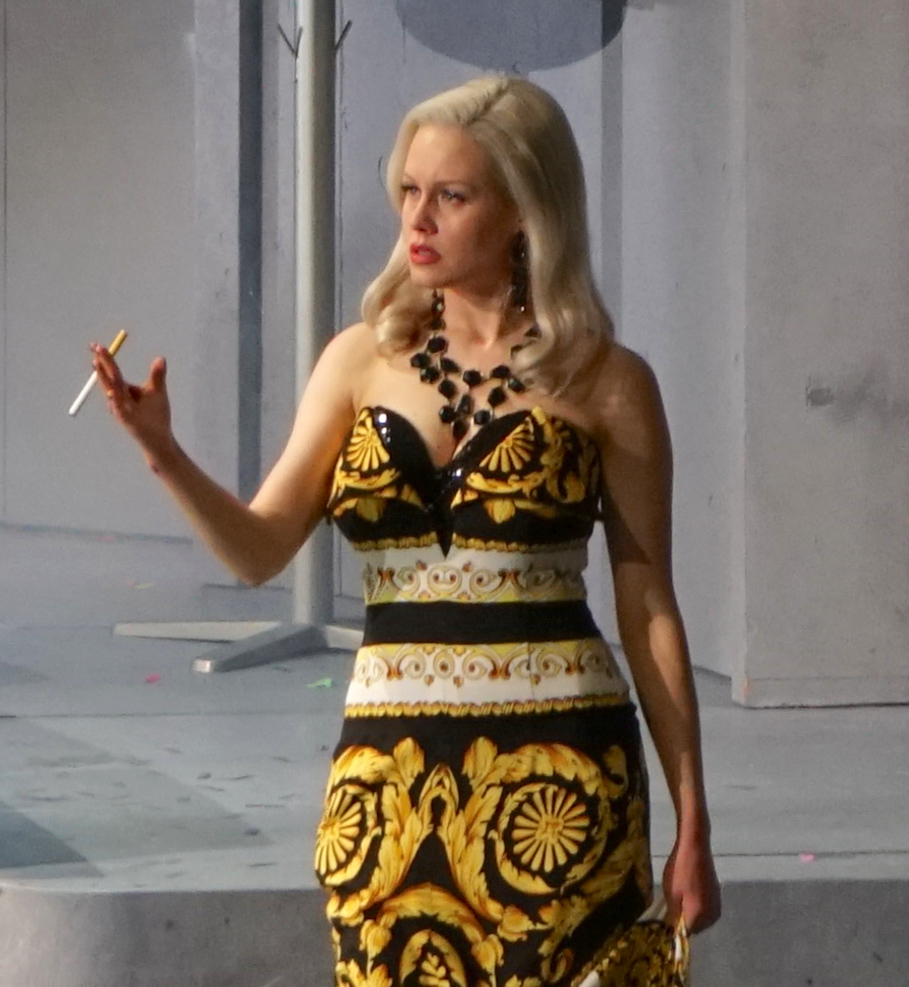
Bettina Lieder in ihrer Rolle als Celeste Engel im Theaterstück Apokalypse Miau, bei der Aufführung am 15. Dezember 2022 am Volkstheater in Wien

Bettina Lieder (* 1987 in Görlitz) ist eine deutsche Schauspielerin und Hörspielsprecherin, die in Wien lebt und arbeitet.

## Leben
Geboren wurde Lieder 1987 in Görlitz, im Südosten der damaligen DDR, im heutigen Sachsen. Sie studierte Schauspiel an der Bayerischen Theaterakademie August Everding. Bettina Lieder war von 2010 bis 2020 festes Ensemblemitglied am Theater Dortmund. Seit der Spielzeit 2020/21 ist sie Ensemblemitglied am Volkstheater Wien. Mit ihrer Darstellung in dem Stück Die Borderline Prozession von Kay Voges war sie Teil des Berliner Theatertreffens 2017. Neben Rollen im Theater spielt Lieder auch in Film- und Fernsehproduktionen, unter anderem in den Serien Notruf Hafenkante (2012), Tatort (2013) und Parfum (2018).

## Hörspiele (Auswahl)
Die ARD-Hörspieldatenbank enthält im Dezember 2022 folgende drei Datensätze, bei denen Bettina Lieder als Sprecherin geführt wird:
- 2014: Elfriede Jelinek: Die Schutzbefohlenen (Choristin 3) – Regie: Leonhard Koppelmann (Hörspielbearbeitung – BR/ORF)
- 2014: Jacqueline Kahanoff, Eran Schaerf: 1001 Wirklichkeit. Fortsetzungen eines unabgeschlossenen Romans – Regie: Eran Schaerf (Hörspielbearbeitung, Collage, Textmontage – BR/Berlin Documentary Forum)
- 2014: Dietmar Dath: Largoschmerzen. Ein sozialmedizinisches Desaster (Esther) – Regie: Leonhard Koppelmann (Original-Hörspiel – BR)